# 엑토르 말로
엑토르 말로(Hector Malot, 1830년 5월 20일 ~ 1907년 7월 17일)는 프랑스의 소설가이자 비평가이다. 잡지의 문예 비평을 담당하면서 가정 소설·소년 소녀 소설을 써서 세계적으로 알려졌다. 작품으로 《집 없는 아이》, 《사랑의 소녀》, 《집 없는 소녀》, 《젊은 사람들의 사랑》 등 가정이나 젊은이들을 위한 소설이 많다.